# ARTISUL
ARTISUL（アーティスル）は、中国HUION傘下の台湾UC-Logic社が展開するペンタブレットのブランド。
ARTISULはブランドキーワードである「ART IS SOUL」の略。

## 概要
UC-Logic社は、1996年に新北市で設立されたデジタルスタイラス、ペン入力タブレット機器、液晶ペン入力タブレット、認証システムなどのデバイス製造メーカーである。2000年にワイヤレス電力伝送の電磁共鳴技術（EMR）を開発し、特許を取得。バッテリー式のデジタルスタイラスを用いたペンタブレットを開発し、主に米国、日本、ドイツ、台湾、中国などの家電メーカーにOEM供給を行っていた。
2012年に充電不要なデジタルスタイラスの開発に成功し、特許を取得。2013年に自社ブランドの「ARTISUL」を立ち上げ、北米、欧州、アジア地域など世界各地域の市場で、液晶ペンタブレット（液タブ）および板タブレット（板タブ）の展開を開始した。
台湾メーカーの為、中華タブと区分けする際に、台湾タブと呼ばれた。2013年当時は、UC-Logicの旧製品のOEMを採用したバッテリー式スタイラスの中華タブに対し、バッテリー不要スタイラスのARTISULはワコムの競合の廉価タブの中では先進性があった。台湾タブは、他にXP-PENがあったが、XP-PENは2017年に中国Ugeeが買収した。
2019年にHUIONがUC-Logicを買収した。その結果、UC-LogicはHUIONの開発部門となり、ARTISULもHUION傘下のブランドとなっている。技術（特許）自体は同じグループのHUION、GAOMON、Atisulで共通しているものの、デザインは若干異なっている。

## 製品

### 液晶ペンタブレット（液タブ）
Windows OS搭載パソコン、Mac OS搭載パソコンで使用できる電子端末機器。
USB端子とHDMI映像端子をパソコンに接続して使用する。専用のドライバ(Artisul Driver)をインストールして利用
- Artist SP1603 15.6インチIPSパネル、フルHD(1920x1080)解像度対応、94％Adobe RGB対応
- ARTISUL D16Pro

15.6インチIPSパネル、フルHD(1920x1080)解像度対応、90％Adobe RGB対応
- ARTISUL D22S

21.5インチIPSパネル、フルHD(1920x1080)解像度対応、76％Adobe RGB対応
- ARTISUL D16

13.3インチIPSパネル、フルHD(1920x1080)解像度対応、76％Adobe RGB対応
- ARTISUL D13S

13.3インチIPSパネル、フルHD(1920x1080)解像度対応、75％Adobe RGB対応
ARTISUL D13(販売終了)
ARTISUL D10S(販売終了)
ARTISUL D10(販売終了)

### ペンボードタブレット（板タブ）
Windows OS搭載パソコン、Mac OS搭載パソコン、Android搭載デバイスで使用できる電子端末機器。
USB端子をパソコンに接続して使用する。専用のドライバ(Artisul Driver)をインストールして利用。
- ARTISUL A1201 10×6.3インチ
- ARTISUL A801 9インチ
- ARTISUL A601 7インチ
- ARTISUL M0610Pro 10×6.3インチ

Pencil Midium(販売終了)
Pencil Small(販売終了)
お絵かき入門用ペンタブレット

### タブレットスタンド
- 051 Tablet Stand

人間工学に基づいた設計で、角度調整可能なスタンド。ARTISUL製品以外でも使用可能。